# Terrorífica luna de miel
Terrorífica Luna de miel, Luna de miel embrujada en Hispanoamérica o Haunted Honeymoon en su idioma original, es una comedia de terror estadounidense de 1986, protagonizada por los actores Gene Wilder, Gilda Radner, Dom DeLuise y Jonathan Pryce.
Una pareja de recién casados deciden pasar su luna de miel en la mansión de una tía del novio,sin saber que un hombre lobo los acecha durante la estadía.
El filme recibió críticas generalmente negativas. La producción recaudó 8 millones de dólares. Fue el último trabajo cinematográfico de la actriz Gilda Radner (esposa de Gene Wilder) quien posteriormente falleció en 1989 víctima del cáncer.

## Reparto
| Actor                  | Personaje                    |
| ---------------------- | ---------------------------- |
| Gene Wilder            | Larry Abbot                  |
| Gilda Radner           | Vickie Pearle.               |
| Dom DeLuise            | Tía Katherine "Kate" Abbot   |
| Jonathan Pryce         | Charles "Charlie" Abbot      |
| Eve Ferret             | Sylvia                       |
| Bryan Pringle          | Pfister, el mayordomo        |
| Peter Vaughan          | Tío Francis Abbot Sr         |
| Paul L. Smith          | Dr. Paul Abbot, tío          |
| Jim Carter             | Montego, el Mago             |
| Roger Ashton-Griffiths | Primo Francis Jr             |
| Ann Way                | Rachel, la esposa de Pfister |
| Sally Osborne          | Sra. Abbot (madre de Larry)  |

## Producción

### Desarrollo
Wilder escribió la escena inicial mientras filmaba El expreso de Chicago en 1976. Quería hacer una "comedia escalofriante" inspirado en películas como The Cat and the Canary (1939), The Old Dark House (1932), y The Black Cat (1941), y programas de radio como The Inner Sanctum. "Desde que tenía 6 años me daban miedo las películas de terror" comentó Wilder, "Y las películas que más me gustaban, aunque me asustaban, eran lo que se llamaba entonces 'comedias escalofriantes'. Eran películas de terror, pero tenían comedia, o eran comedias que tenían terror. No eran comedias de misterio, no eran comedias de suspenso, eran comedias escalofriantes". Cuando comenzó a escribir la película, Wilder dijo: "Sabía que quería que fuera una comedia escalofriante", pero tuvo problemas y la película terminó como una "comedia psicológica/sexual autobiográfica con música".